# Ken Shamrock
Kenneth Wayne Kilpatrick (Warner Robins, 11 de fevereiro de 1964), conhecido pelo seu nome de ringue de luta livre Ken Shamrock, é um lutador profissional americano aposentado. Ele é mais conhecido por seu tempo no Ultimate Fighting Championship (UFC) e outros esportes de combate. Membro do Hall da Fama do UFC, Shamrock é amplamente considerado um ícone e pioneiro do esporte. Ele encabeçou mais de 15 eventos principais e co-eventos principais no UFC e no Pride e estabeleceu vários recordes de pay-per-view de MMA. No início de sua carreira no UFC, Shamrock foi nomeado "O homem mais perigoso do mundo" pela ABC News em um especial chamado "As coisas mais perigosas do mundo".
Ken Shamrock estrou nas artes marciais mistas (MMA) na organização japonesa Pancrase em 1993. Shamrock ficou conhecido desde cedo no UFC por participar do primeiro evento da organização, o UFC 1, e por sua rivalidade com Royce Gracie. Depois de lutar pelo empate na "Superluta" inaugural do UFC, ele se tornou o primeiro Campeão da Superluta do UFC ao derrotar Dan Severn no UFC 6.
Além de sua carreira nas artes marciais mistas, Shamrock teve um sucesso considerável no wrestling profissional, particularmente durante seu tempo na World Wrestling Federation (WWF, agora WWE). Lá, ele foi Campeão Intercontinental, Campeão Mundial de Duplas e King of the Ring de 1998. Shamrock também lutou pela Total Nonstop Action Wrestling (TNA, agora Impact Wrestling), onde foi Campeão Mundial dos Pesos-Pesados da NWA e foi induzido em 2020 no Hall of Fame do Impact.

## Primeiros anos
Kilpatrick nasceu na Base aérea Robins em Warner Robins, Geórgia, onde viveu por seus primeiros quatro anos. Seu pai Richard Kilpatrick era um alistado da Força Aérea dos Estados Unidos, e sua mãe Diane Kilpatrick era uma garçonete e dançarina que teve seu primeiro filho quando tinha 15 anos. Shamrock tinha três irmãos e cresceu em um bairro predominantemente negro de Atlanta.
Frequentemente, ele era deixado sozinho e, sem a supervisão ou orientação de seus pais, se metia em muitas brigas. Seu pai abandonou a família quando Shamrock tinha cinco anos. Sua mãe se casou com um aviador do Exército chamado Bob Nance e a família recém-formada mudou-se para Napa, Califórnia, cidade natal de Nance. Shamrock e seus irmãos eram estranhos nesta comunidade, vindos de uma origem pobre e falando com sotaque sulista. Eles continuaram a causar problemas e brigas e começaram a usar drogas. Nance, que lutou na Guerra do Vietnã, ingressou no corpo de bombeiros local e também trabalhou em telhados e estofados. Shamrock se envolveu e se destacou nos esportes desde muito jovem, jogando na liga infantil de beisebol e futebol americano. Nance se lembra de um treinador veterano dizendo a ele que nunca tinha visto um jogador com tanto coração e tenacidade quanto o jovem Shamrock. Ele não estava tão envolvido com drogas quanto seus irmãos, como seu irmão Richie, que gostava de fumar maconha e eventualmente usar heroína por via intravenosa, mas também jogava futebol americano.
Aos 10 anos, Shamrock fugiu de casa pela primeira vez e foi esfaqueado por outra criança em fuga, acabando no hospital. Quando ele tinha 13 anos, seu padrasto o expulsou de casa e cada um dos irmãos seguiu seu próprio caminho. Shamrock vivia em carros roubados e costumava roubar pessoas com uma faca como forma de sobreviver, antes de ser colocado em um lar adotivo. Ele passou por sete casas de adoção e cumpriu pena em um centro juvenil. Ele mudou-se entre várias outras casas antes de ser colocado no Bob Shamrock's Boys' Home em Susanville, Califórnia, aos 14 anos, onde mudou sua vida. Bob Shamrock adotou Ken legalmente como seu filho e Ken mudou seu sobrenome de Kilpatrick para Shamrock em homenagem a Bob.
Na Lassen High School, Shamrock (conhecido lá como Kenny Nance) se destacou no futebol americano e no wrestling. Ele credita esportes organizados, assim como seu pai adotivo, Bob, por sua vida mudar. Em seu último ano, ele se classificou para o campeonato estadual de luta livre, mas quebrou o pescoço nos treinos dias antes da competição e foi submetido a uma cirurgia no pescoço. Devido à lesão, ele não recebeu nenhuma oferta de bolsa de estudos de nenhuma grande faculdade e os médicos disseram que sua carreira esportiva provavelmente havia acabado. Contra as ordens dos médicos, ele se juntou ao time de futebol americano, Shasta College, onde foi eleito capitão do time em sua última temporada. O San Diego Chargers da National Football League mais tarde ofereceu a ele um teste, mas ele recusou para seguir carreira no wrestling profissional, onde estreou em 1989 no South Atlantic Pro Wrestling com sede na Carolina do Norte.

## Carreira de wrestling profissional

### Início da carreira (1988–1993)
Em 1988, Shamrock treinou como wrestler profissional com Buzz Sawyer, Nelson Royal e Gene Anderson. Ele estreou em 1989 no Atlantic Coast Wrestling com sede na Carolina do Norte, sob o nome de Wayne Shamrock. Depois que a ACW acabou, ele mudou para a South Atlantic Pro Wrestling, dirigida por George Scott e Paul Jones (que inicialmente promovia sob a bandeira da North American Wrestling Association) e mudou seu nome de ringue para Vince Torelli. Mais tarde, ele adotou o apelido de "Mr. Wrestling" e uma personalidade mais vil.

### Japão (1990–1993)
Em junho de 1990, após ser inspirado por Dean Malenko, Shamrock se inscreveu para a seletiva americana da Japanese Universal Wrestling Federation na Flórida. Por se tratar de um evento no estilo shoot, onde eram utilizados golpes reais, Shamrock foi colocado para treinar legitimamente contra outros participantes, entre eles Bart Vale. Depois de passar por outro teste no Japão, ele acabou sendo aceito e, em outubro, fez sua estreia na UWF, lutando sob o nome de "Wayne Shamrock" e derrotando Yoji Anjo. Ele se tornou instantaneamente popular e foi colocado em uma luta contra Masakatsu Funaki em seguida. A UWF fechou logo depois e Shamrock seguiu Funaki e outros lutadores para a sua sucessora, Pro Wrestling Fujiwara Gumi, liderada por Yoshiaki Fujiwara.
Apesar de ainda não ter iniciado sua carreira no MMA, Shamrock teve sua primeira experiência de luta em Fujiwara Gumi, já que os resultados de muitas lutas eram escolhidos pelos lutadores participando de lutas competitivas na academia. Ele teve sua primeira luta de alto nível com Duane Koslowski, irmão gêmeo de Dennis Koslowski e lutador greco-romano dos Jogos Olímpicos de Verão de 1988, a quem Shamrock finalizou duas vezes antes de sua luta real. Uma situação diferente aconteceu com Kazuo Takahashi, quando ele quebrou o roteiro e chutou Shamrock na luta de novembro de 1991, levando o americano a revidar e nocauteá-lo com um chute no rosto aos 1:27. Eles lutaram uma revanche em 1992, com os dois lutadores trabalhando duro, embora sem mais incidentes. O próprio Shamrock elogiou Takahashi como lutador, comparando-o a si mesmo.

### World Wrestling Federation

#### Várias rixas (1997-1998)
Shamrock fez sua estreia no WWF como um face em 24 de fevereiro de 1997. Em 23 de março de 1997, Shamrock, identificado como Ken Shamrock e anunciado como "O homem mais perigoso do mundo" - um nome dado a ele pela ABC News - arbitrou uma luta entre Bret Hart e Steve Austin no WrestleMania 13.

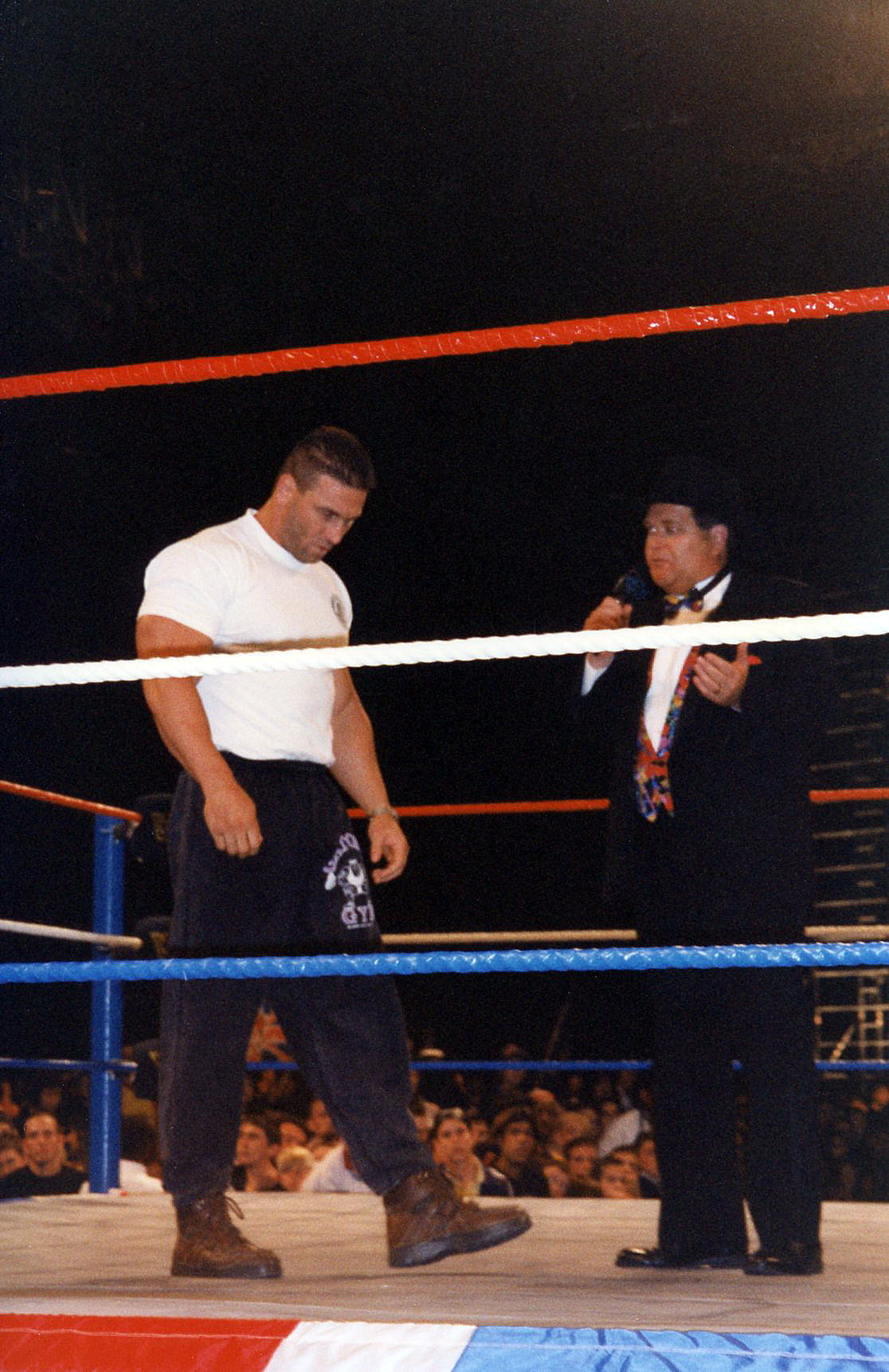
Shamrock (à esquerda) sendo entrevistado pelo comentarista da World Wrestling Federation, Jim Ross, em 1997

Shamrock voltou ao ringue após a WrestleMania, vencendo Vernon White em sua luta de estreia no WWF. Ele passou a rivalizar com Vader, Bret Hart e The Hart Foundation ao longo de 1997. A rivalidade de Shamrock com Vader continuou no Japão, por meio de um acordo de trabalho entre o WWF e FMW, Shamrock lutou contra Vader em uma luta na gaiola no FMW's Kawasaki Legend Super Show de 1997. A partida terminou com uma vitória por nocaute técnico de Vader, já que Shamrock estava sofrendo de hemorragia interna devido a uma infecção pulmonar e uma lesão na costela.
A rivalidade de Shamrock com os Harts levou a seu primeiro evento principal pay-per-view da WWF em In Your House 16: Canadian Stampede e culminou em uma luta entre ele e The British Bulldog pelo Campeonato Europeu no SummerSlam, que Shamrock perdeu por desqualificação após acertar o Bulldog com uma lata de comida de cachorro. Shamrock lutou contra Bret Hart em uma luta pelo WWF Championship em 21 de outubro. Ele novamente desafiou pelo WWF Championship no evento principal do D-Generation X: In Your House em dezembro, derrotando o campeão Shawn Michaels por desqualificação quando Triple H interferiu.
Ao longo do início de 1998, Shamrock rivalizou com The Rock e o Nation of Domination pelo Intercontinental Championship. Em 18 de janeiro no Royal Rumble, durante uma luta, o árbitro Mike Chioda foi distraído pelo Nation of Domination de The Rock quando o pé do companheiro de equipe de The Rock, D'Lo Brown, ficou preso nas cordas, antes de The Rock usar soqueiras para acertá-lo. Ele então se desfez do soco inglês dentro de seu calção pelas costas do árbitro. Shamrock foi originalmente definido para vencer a luta. The Rock apelou para Chioda, que descobriu o objeto estranho. Shamrock se opôs a usar o soco inglês para Chioda antes dele reverter a decisão e tirar o cinturão do Intercontinental Championship de Shamrock e devolvê-lo a The Rock. Após a luta, Shamrock atacou Chioda por tirar dele o cinturão. Dois meses depois, em 29 de março na WrestleMania XIV, Shamrock  derrotou The Rock, embora a decisão tenha sido revertida quando ele continuou a aplicar sua chave de tornozelo após a desistência de The Rock.
Em junho de 1998, Shamrock competiu no King of the Ring de 1998, eliminando Mark Henry, Kama, The Rock e Jeff Jarrett para vencer o torneio.

#### The Corporatione oThe Union(1998–1999)
Em outubro de 1998, Shamrock ganhou o Intercontinental Championship derrotando o X-Pac nas finais de um torneio de oito homens. Shamrock manteve o título em sua primeira defesa contra Mankind. Em novembro, Shamrock participou do Torneio Deadly Games pelo WWF Championship no Survivor Series. Ele derrotou Goldust na primeira rodada, antes de perder para o eventual vencedor The Rock nas quartas de final. Na noite seguinte, no Raw is War, Shamrock se juntou à The Corporation de Vince McMahon depois que ele lhe ofereceu "uma família" em troca de seus serviços. Shamrock defendeu com sucesso o Intercontinental Championship contra Steve Blackman no Capital Carnage.
Em dezembro, Shamrock e seu companheiro de equipe Big Boss Man começaram a perseguir o WWF Tag Team Championship, desafiando sem sucesso membros da facção rival D-Generation X, Billy Gunn e Road Dogg. No entanto, na noite seguinte, Shamrock e Boss Man derrotaram eles pelo Tag Team Championship, tornando Shamrock um bicampeão. Em 11 de janeiro de 1999, a irmã kayfabe de Shamrock, Alicia Webb, fez sua estreia no WWF junto com Billy Gunn e Val Venis. Isso levou a uma luta entre Shamrock e Gunn pelo Intercontinental Championship no Royal Rumble. Shamrock manteve o título. Na noite seguinte, Shamrock e Boss Men perderam o Tag Team Championship para Jeff Jarrett e Owen Hart.
Val Venis continuou a flertar com Ryan, levando Shamrock a defender o Intercontinental Championship contra Venis no St. Valentine's Day Massacre, com Billy Gunn como árbitro convidado. Shamrock perdeu a luta depois que Ryan deu um tapa nele e Gunn fez uma contagem rápida. Pouco depois de perder o título, Shamrock também começou a rivalizar com Goldust, que também começou a flertar com Ryan. Isso levou Shamrock a competir em uma luta four-way pelo Intercontinental Championship na WrestleMania XV. O atual campeão, Road Dogg, conseguiu reter seu título ao imobilizar Goldust depois que Shamrock e Venis foram contados enquanto brigavam fora do ringue.
No início de meados de 1999, a Corporation começou a rivalizar com The Undertaker e o seu Ministry of Darkness, com os asseclas de The Undertaker repetidamente emboscando Shamrock e sequestrando Ryan, sacrificando-a no símbolo do Undertaker. Depois de se separar da Corporation, Shamrock passou a rivalizar com The Undertaker no Backlash e perdeu.
Depois de perder para Undertaker, Shamrock se juntou a Big Show, Mankind e Test formaram a The Union. A equipe se dissolveu logo após derrotar o Corporate Ministry no Over the Edge em maio. Ele rivalizou com o recém-estreado Chris Jericho até deixar o WWF no final de 1999, a fim de retomar sua carreira nas artes marciais mistas. Sua saída foi atribuída na tela a uma lesão causada pelo guarda-costas de Jericho, o Sr. Hughes. Desde então, Shamrock apareceu nos videogames WWF SmackDown!, WWF SmackDown! 2: Know Your Role, WWF WrestleMania 2000, WWF No Mercy, WWE '13 e WWE 2K16.

#### Independente (2002, 2009, 2013)
Shamrock voltou ao wrestling profissional em março de 2002, arbitrando uma luta entre Bryan Danielson e Low Ki.
Shamrock fez uma aparição na empresa de Wrestling independente, Juggalo Championship Wrestling, durante seu principal evento anual, Bloodymania III, derrotando Jimmy Jacobs com Dan Severn como árbitro convidado especial.
Em dezembro de 2013 no "Amo del Hexagono" da Costa Rica, ele voltou atacando Carlito e desafiando-o para uma luta.

#### Total Nonstop Action Wrestling (2002)
Em maio de 2002, Shamrock assinou um contrato de um ano com a recém-formada Total Nonstop Action Wrestling (TNA). No pay-per-view inaugural da TNA em 19 de junho, Shamrock venceu o NWA World Heavyweight Championship e é reconhecido como o primeiro campeão mundial da TNA. Depois de rivalizar com Malice por várias semanas, Shamrock deixou a TNA logo após perder o título para Ron Killings em 7 de agosto.

#### New Japan Pro-Wrestling (2003–2004, 2022)
Shamrock fez duas aparições pelo New Japan Pro Wrestling (NJPW) entre 2003 e 2004. Ele derrotou Takashi Iizuka no NJPW Ultimate Crush II em maio de 2003. Após isso, ele perdeu para Josh Barnett por desqualificação no NJPW Nexess.
Shamrock fez um retorno especial a NJPW em 27 de outubro de 2022, escoltando Clark Connors ao ringue para sua luta contra Minoru Suzuki, na qual Suzuki foi vitorioso. Após a luta, Suzuki e Shamrock se encararam, insinuando uma briga, porém ambos se abraçaram no ringue.

#### Retorno à TNA (2004)
Shamrock retornou brevemente à TNA em julho de 2004. Em seu retorno, ele lutou apenas duas vezes e não conseguiu vencer. Shamrock então deixou a TNA novamente logo após a última luta.

#### Retorno ao circuito independente (2018–2019)
Em 30 de novembro de 2018, Shamrock voltou ao wrestling profissional para o Battle Championship Wrestling em Melbourne, Austrália. Ele derrotou o BCW Tag Team Champion, Gabriel Wolfe, em uma luta individual antes de se juntar a Carlo Cannon em uma improvisada luta pelo BCW Tag Team Championship contra Wolfe e Big Cuz, na qual Shamrock e Cannon tiveram sucesso. Essas lutas foram as primeiras de Shamrock desde 2009 e seu primeiro título desde o NWA World Heavyweight Championship no verão de 2002. Eles iriam manter os títulos por nove meses consecutivos, perdendo-os para The Preston Kindred (Jonathan Preston & Sean Preston).

#### Segundo retorno ao Impact Wrestling (2019–2021)
Em agosto de 2019, foi anunciado que Shamrock voltaria à TNA, agora conhecida como Impact Wrestling, pela primeira vez desde 2004. Ele voltou em 5 de setembro e aumentou sua rivalidade com Moose, que começou nas redes sociais. Shamrock perdeu para Moose no Bound for Glory de 2019. Em 29 de outubro, Shamrock foi desafiado para uma luta por Joey Ryan. Na semana seguinte, Shamrock derrotou Ryan, vencendo sua primeira luta desde 2002. 
Em fevereiro de 2020, ele foi introduzido no Hall of Fame do Impact. Em 17 de março, a UTI interrompeu a entrevista de Shamrock com Josh Mathews. A figura misteriosa jogou uma bola de fogo nos olhos de Shamrock. Ele tirou a máscara e revelou ser Sami Callihan. A rivalidade culminaria no Rebellion de 2020 em uma luta onde Shamrock finalizou Callihan com uma chave de tornozelo.

## Carreira de artes marciais mistas

### Origens
As origens da carreira de lutador profissional de Shamrock começaram enquanto trabalhava como segurança e nos primeiros anos de sua carreira de Wrestler profissional na Carolina do Norte. Ele ganhou dinheiro com brigas de rua.
Shamrock se juntou à organização japonesa de wrestling profissional, Fujiwara Gumi. Em 4 de outubro de 1992, no Tokyo Dome, ocorreu uma luta legítima entre "Wayne Shamrock" (nome do ringue de Shamrock no Japão) e o kickboxer Don Nakaya Nielsen. Shamrock finalizou Nielsen em 45 segundos, primeiro ameaçando-o com um mata-leão e depois fechando uma combinação de manivela no pescoço. O sucesso dessa luta fez com que os jovens lutadores profissionais Shamrock, Masakatsu Funaki e Minoru Suzuki questionassem o que lhes foi dito desde que entraram no wrestling predeterminado: que ninguém jamais pagaria para ver lutas reais. Shamrock, Funaki e Suzuki então fundaram um grupo de lutadores profissionais e decidiram buscar lutas legítimas comercializáveis. Eles formaram a organização pioneira de artes marciais mistas (MMA) chamada Pancrase.

### Pancrase Hybrid Wrestling (1993–1996)
Shamrock fez sua estreia nas artes marciais mistas no Pancrase em 21 de setembro. Usando as regras do wrestling profissional - sem socos na cabeça com o punho fechado - mas lutando de verdade sem resultado predeterminado, Shamrock venceu Funaki por estrangulamento de braço no principal evento do primeiro Pancrase em 21 de setembro de 1993. Shamrock considerou isso uma grande vitória, pois foi a primeira vez que venceu Funaki em todo o seu tempo como aprendiz de Funaki, e o evento atraiu um público esgotado de 7.000.
Ele seguiu com vitórias sobre Yoshiki Takahashi, Takaku Fuke e Andre Van Den Oetelaar, e estava escalado para lutar contra o co-fundador, Minoru Suzuki, em 19 de janeiro de 1994. De acordo com Shamrock, ele foi solicitado pela administração do Pancrase a não ferir Suzuki durante a partida porque o japonês já estava acometido por uma lesão nas costas. No entanto, durante a luta, Suzuki se recusou a soltar uma chave de joelho após Shamrock ter agarrado as cordas para escapar, o que machucou a perna do americano e o obrigou a desistir da luta. O incidente irritou Shamrock, mas não houve consequências.
Ele derrotou o campeão mundial de kickboxing, Maurice Smith, e Alex Cook na primeira rodada do Torneio King of Pancrase e Masakatsu Funaki e Manabu Yamada na segunda rodada para se tornar o primeiro King of Pancrase em dezembro de 1994. Com esta vitória, Shamrock se tornou o primeiro campeão estrangeiro na história do MMA no Japão. Ele então defendeu seu título de King of Pancrase contra Bas Rutten em 1995, finalizando-o com uma chave de joelho. Ele perdeu o título em sua próxima luta contra o co-criador do Pancrase, Minoru Suzuki.
Além de suas lutas de MMA no Pancrase, Shamrock também competiu em uma luta de kickboxing em 1994 com o campeão holandês Frank "The Animal" Lobman, que detém um recorde profissional de 110-6. O americano tinha apenas uma experiência rudimentar de trocação, mas aceitou a luta esperando que ela o ajudasse a trabalhar o kickboxing adequado. Shamrock quebrou o nariz de Lobman com um cruzado de direita no início da luta, mas acabou derrotado por nocaute técnico devido a chutes nas pernas.
Shamrock acabou tendo um desentendimento com a administração do Pancrase no início de 1996 e deixou a empresa para competir no UFC em tempo integral. Shamrock deixou o Pancrase com um recorde de 17–3.

### Ultimate Fighting Championship (1993–1996)

#### Ken Shamrock x Royce Gracie - a primeira rivalidade do UFC
De lá partiu para o recém formado Ultimate Fighting Championship (UFC), torneio de luta que aconteceria nos Estados Unidos. Embora Shamrock inicialmente acreditasse que era um evento de luta livre profissional, ele decidiu se inscrever mesmo assim, apoiado pelos membros do Pancrase, Masakatsu Funaki e Takaku Fuke. O evento, UFC 1, foi disputado no formato de torneio de uma noite mas Shamrock só percebeu que seria uma luta de verdade depois de ver Gerard Gordeau nocautear Teila Tuli na primeira luta.
Na primeira rodada, Shamrock enfrentou o kickboxing Patrick Smith, de quem ele fez pouco trabalho jogando Smith no tatame e finalizando-o com uma chave de calcanhar. Seu próximo adversário foi o expoente do jiu-jitsu brasileiro e eventual vencedor do torneio, Royce Gracie. De acordo com Shamrock, Gracie enrolou o kimono no braço dele e, quando este se recostou, puxou Gracie para cima dele. Com o braço ainda emaranhado, o americano não conseguiu aplicar o leglock e o Gracie aproveitou para garantir o estrangulamento com a mão livre e finalizar Shamrock. Embora o movimento seja frequentemente listado como um mata-leão, Shamrock mais tarde afirmou que era na verdade um estrangulamento de kimono, já que Royce enrolou o pano de seu kimono em volta do seu pescoço. O final da luta também foi polêmico, pois o árbitro não viu a desistência e ordenou que os dois lutadores continuassem lutando. Shamrock parou por alguns segundos, mas recusou, admitindo ao árbitro que bateu e que não seria justo para ele continuar lutando.
Após a luta, Shamrock admitiu que havia subestimado Gracie. Em 2008, ele disse: "Eu não sabia quem era Royce Gracie. Quando o vi de kimono, pensei que ele era um cara de caratê." Em 2015, Shamrock disse que assistiu ao Gracie Jiu-Jitsu: In Action antes do evento e mostrou para Funaki: "Então uma coisa levou a outra, eles começaram a me apoiar nisso. Mas quando eles o viram também pensaram "É, você vai conseguir vencer esse cara muito bem". E eu também tinha confiança." De qualquer forma, ele colocou a culpa da derrota no fato de não poder usar sapatosdurante as lutas, enquanto o próprio Gracie tinha permissão para usar o kimono e estrangular Shamrock com ele. "Usar sapato é muitas das configurações e posições para meus leglocks. Você tira os sapatos, é como estar no gelo no tatame, se você nunca fez isso antes."
Shamrock estava originalmente escalado para competir no UFC 2, mas quebrou a mão após bloquear um chute alto enquanto lutava com um companheiro de equipe. Ele ainda queria competir, mas quando os médicos lhe disseram que talvez nunca mais lutasse se machucasse mais a mão, ele desistiu com relutância.
Em 9 de setembro de 1994, Shamrock voltou ao octógono no UFC 3 em um evento que foi comercializado pelo UFC como a derradeira revanche entre o bicampeão Royce Gracie e Shamrock. A primeira luta de Shamrock, agora com sapatos melhores, foi contra o melhor praticante de judô, Christophe Leininger. A próxima luta de Shamrock foi nas semifinais contra o kickboxer Felix Mitchell. Shamrock derrotou Mitchell com o popular mata-leão. Com esta vitória, Shamrock avançou para as finais do UFC 3. No entanto, Shamrock se recusou a competir nas finais depois que soube que Gracie havia desistido do torneio após sua vitória sobre Kimo Leopoldo, combinada com uma lesão no joelho que sofreu durante sua luta contra Leininger.

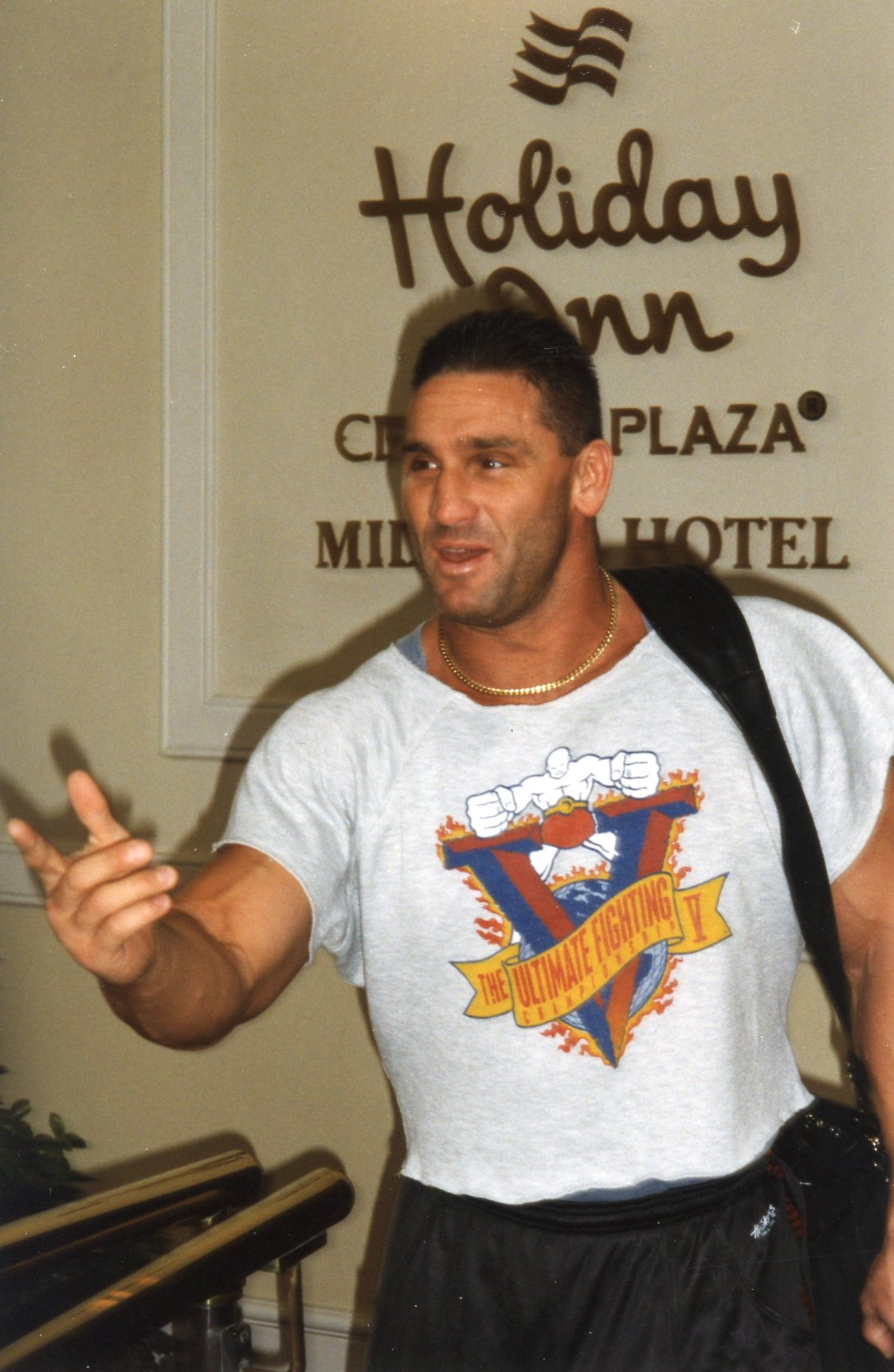
Shamrock em 1998 em um evento da WWF vestindo uma camiseta do UFC 5 onde ele lutou contra Royce Gracie por meia hora

Em 5 de abril de 1995, no UFC 5, Shamrock conseguiu sua revanche contra Gracie em uma luta chamada "The Superfight", que determinaria o campeão do UFC. Na época, Gracie tinha a reputação de ser aparentemente imbatível. Gracie chegou ao octógono com 86kg, enquanto Shamrock reduziu seu peso para 92kg para a luta. Poucas horas antes do evento, o UFC repentinamente instituiu um limite de tempo de 30 minutos, principalmente devido a restrições de tempo no pay-per-view. Tanto Gracie quanto Shamrock ficaram chateados com a mudança repentina de regra. Shamrock e Gracie lutaram por todo o tempo previsto de 30 minutos junto com 5 minutos de prorrogação antes que a partida fosse declarada empatada. Shamrock não ficou satisfeito com o desempenho contra o Gracie, dizendo: "certamente não é uma vitória. Você não ganha nada com um empate". Shamrock expressou o desejo de lutar contra Gracie novamente pela terceira vez em 1996, dizendo que se empatasse novamente, ele teria Gracie declarado o vencedor e Shamrock perderia seu cinturão do UFC Superfight Championship.

#### Campeão da Superluta do UFC
Em 14 de julho de 1995, Shamrock foi confrontado com o campeão do torneio do UFC 5, Dan Severn, no UFC 6 para determinar o atual campeão do UFC. A "superluta", uma luta apresentada como uma luta entre os "melhores dos melhores", ainda era a luta que determinaria o campeão do UFC e o vencedor do torneio seria considerado o concorrente #1 para o recém-criado UFC Superfight Championship. A rivalidade deles começou na coletiva de imprensa pré-luta. Depois que a maior parte da atenção da mídia foi dada a Shamrock, Severn se levantou e saiu pela porta sem explicação. Shamrock interpretou a ação de Severn como um sinal de desrespeito. Severn disse mais tarde que saiu porque sentiu que seria injusto para Shamrock ele estar presente na sala enquanto Shamrock discutia sua estratégia de luta para a mídia. Shamrock ficou ainda mais furioso quando encontrou um boletim informativo no hotel que explicava aos leitores como Severn iria destruir Shamrock. Durante a luta, Shamrock forçou Severn a desistência após um estrangulamento para vencer o UFC Superfight Championship.
Em 8 de setembro de 1995, no UFC 7, Shamrock defendeu com sucesso o UFC Superfight Championship contra o campeão do Torneio do UFC 6, Oleg Taktarov. Shamrock afirmou em sua autobiografia que se sentia desconfortável lutando contra Taktarov, já que Oleg treinava com a sua equipe e não queria ferir seu amigo e companheiro de equipe. Em Beyond the Lion's Den, Shamrock afirma; "Além de ser amigo dele, eu também estava tentando colocá-lo no Pancrase e se eu quebrasse a sua perna demoraria um pouco para ele se recuperar e ele precisava do dinheiro. Achei que minha melhor chance de ganhar sem machucá-lo seriamente era para bater nele com socos. Se eu pudesse abrir um corte e fazê-lo começar a derramar sangue, eu poderia conseguir uma paralisação do árbitro. Pode não ter sido o melhor plano entrar em uma luta mas considerando as opções parecia a melhor opção disponível. E acabou bem. Eu bati nele durante toda a luta, a luta foi declarada empatada e quando Oleg se recuperou, ele foi lutar no Pancrase."
Shamrock então defendeu seu cinturão contra Kimo Leopoldo no UFC 8 em fevereiro de 1996 em Porto Rico. Na luta, Shamrock garantiu uma chave de joelho, obrigando Kimo a desistir. Com a vitória, Shamrock defendeu pela segunda vez o título do UFC Superfight.

#### The Dance in Detroit
Shamrock foi escalado para enfrentar Dan Severn no UFC 9 em uma revanche do UFC 6. A revanche foi comercializada como "Clash of the Titans 2" e aconteceu na Cobo Arena em Detroit, Michigan, no estado natal de Severn.
O proprietário do UFC, Bob Meyrowitz, o árbitro John McCarthy e uma equipe de advogados estiveram no tribunal até as 16h30 do dia da luta brigando com o procurador distrital de Michigan, que tentava impedir o UFC de realizar o evento no estado. Um ultimato foi dado: a luta poderia continuar desde que não houvesse golpes de punho fechado na cabeça e cabeçadas. O UFC, desesperado para ter o evento, concordou com os termos. Os lutadores foram avisados horas antes do evento de que seriam presos se dessem um soco na cabeça com o punho fechado. Quando Shamrock soube da mudança repentina de regra, ele decidiu que não iria lutar. Durante o treinamento para a luta, Shamrock sofreu um rompimento do menisco lateral, uma LCA parcialmente rompido, nariz e costelas quebradas. Suas lesões, combinados com a mudança de regra, fizeram com que ele não achasse que poderia vencer a luta porque todas as suas armas foram tiradas dele. Shamrock também temia ser preso; os meninos do lar adotivo de seu pai estariam observando-o e ele temia dar um mau exemplo. Se Shamrock desistisse, o evento principal teria sido cancelado e o UFC poderia ter sofrido danos monetários substanciais. Depois que o proprietário do UFC, Bob Meyrowitz, e outros dirigentes do UFC imploraram a Shamrock para continuar no evento, Shamrock, apesar das lesões e das novas regras, relutantemente cedeu à pressão.
Em uma luta que seria chamada de "The Dance in Detroit", Severn e Shamrock circularam um ao outro com pouco ou nenhum contato por um total combinado de quase trinta minutos. "Eu tomei o centro do ringue sabendo que lutaria pela minha vida e Dan nunca veio até mim", disse Shamrock. Severn disse mais tarde que sua estratégia era propositalmente não se envolver com Shamrock e esperar que os fãs vaiassem, esperando que as vaias afetassem Shamrock psicologicamente e o forçassem a cometer um erro que Severn pudesse capitalizar. Os juízes deram a vitória por decisão dividida para Dan Severn, o que irritou Shamrock porque ele sentiu como se Severn tivesse quebrado as regras ao utilizar os socos de punho fechado. Cantos de "chato!" foram ecoados por toda a arena durante a luta. Shamrock afirmou que continuar com essa luta foi o maior arrependimento de sua carreira de lutador.
Depois de tirar uma folga do octógono para curar lesões, Shamrock entrou no Ultimate Ultimate 1996 em dezembro de 1996. Shamrock apareceu como convidado no programa de televisão Late Night with Conan O'Brien para promover o evento. O adversário de Shamrock nas quartas de final do torneio foi o faixa-preta de judô, kickboxer e campeão do Golden Gloves, Brian Johnston. Shamrock acabou finalizando Johnston com um estrangulamento no antebraço e avançou para as semifinais do torneio. Porém, nessa luta ele quebrou a mesma mão que o manteve fora do UFC 2 e teve que se retirar do torneio. Se Ken Shamrock não tivesse se machucado, ele teria enfrentado Tank Abbott nas semifinais e provavelmente teria derrotado Tank para então ir para a final do torneio e enfrentar Don Frye. As probabilidades de apostas tinham Ken Shamrock como um grande favorito para derrotar Don Frye nas finais e vencer o torneio.
Depois do UFC 9, o senador dos Estados Unidos, John McCain, teve sucesso em retirar as transmissões de pay-per-view do UFC de vários sistemas de cabo, o que prejudicou muito a receita de pay-per-view. Combinado com a falta de dinheiro, a necessidade de sustentar sua família e o esgotamento das lutas, Shamrock trocou o MMA pelo wrestling profissional assinando com a World Wrestling Federation.

### Pride Fighting Championships (2000–2002, 2005)

#### Pride Grand Prix de 2000
Em 30 de janeiro de 2000, na Rodada Inicial do Pride Grand Prix de 2000, Guy Mezger, um dos lutadores de Shamrock, lutou contra Kazushi Sakuraba, que na época era considerado um dos melhores lutadores do mundo. Mezger aceitou a luta com duas semanas de antecedência e quebrou o pé antes da luta. O contrato assinado por Mezger estipulava que a luta seria de 15 minutos sem prorrogação. A luta consistiu principalmente em Mezger controlando a luta parando as tentativas de queda de Sakuraba enquanto acertava golpes. O round acabou e Mezger esperava que a luta fosse para os juízes, mas os dirigentes do Pride queriam que a luta fosse para a prorrogação.
Segundo Mezger, o Pride não gostou do resultado da luta e mudou o acordo na hora para dar a Sakuraba outra chance de vencer a luta. Ken Shamrock, o corner man de Mezger, entrou no ringue e começou uma discussão. Mezger foi então expulso do ringue e Shamrock ficou furioso com a decisão de estender a luta por causa da lesão no pé de Mezger e pelo fato de ter aceitado a luta em cima da hora.
Mais tarde naquela noite, o presidente do Pride pediu desculpas publicamente a Mezger no Tokyo Dome pela falha de comunicação. Braverman acrescentou: "Tivemos uma grande reunião com o PRIDE. Conseguimos obter algumas concessões deles, dinheiro e garantias de lutas futuras. Eles queriam consertar isso. Uma coisa que eu disse na reunião foi: "Faça você quer que eu chame Kenny de volta aqui e veja o que ele diz?" "Não, não, não, não!"
No início de 2000, Shamrock voltou à cena das artes marciais mistas após seu hiato de 4 anos no WWF. Ele deveria enfrentar Josh Barnett no SuperBrawl em 16 de fevereiro de 2000, mas desistiu devido a problemas de pagamento. Ele assinou com o Pride e derrotou Alexander Otsuka nas finais do Grand Prix de 2000. Na luta, Shamrock conseguiu nocautear totalmente o duro Otsuka, feito que atacantes renomados como Igor Vovchanchyn e Wanderlei Silva não conseguiram. Este foi o primeiro evento do Pride a ser transmitido ao vivo nos Estados Unidos e o Pride usou estrategicamente o poder de atração de Shamrock na América, tornando sua Superluta com Otsuka o co-headliner do evento.

#### Divisão dos pesos pesados
Em 27 de agosto de 2000, Shamrock lutou contra um dos 10 melhores pesos pesados, Kazuyuki Fujita, no Pride 10 - Return of the Warriors. Shamrock entrou na luta com Fujita visivelmente menor do que em sua luta anterior com Otsuka, perdendo cerca de 6,8 kg. Na véspera da luta, Shamrock estava se divorciando e teve que cuidar dos filhos pequenos durante o dia, o que prejudicou muito o tempo de treinamento para a luta. Apesar disso, ele dominou Fujita durante toda a luta, parando as quedas do campeão japonês de luta livre e acertando golpes fortes, mas acabou tendo que jogar a toalha porque sentiu que estava tendo um ataque cardíaco. Ele foi avaliado após a luta e foi constatado que ele sofria de palpitações cardíacas.
Em março de 2001, Shamrock estava programado para lutar contra Igor Vovchanchyn no Pride 13 - Collision Course, mas machucou novamente o pescoço durante o treinamento, a mesma lesão grave no pescoço que encerrou sua carreira no WWF.
Shamrock se envolveu em uma rivalidade com Don Frye durante sua carreira no Pride. Em 1999, Alicia Webb (também conhecida como Ryan Shamrock) namorou Ken Shamrock até o início de 2003. Frye fez comentários no sentido de que Shamrock traiu e se divorciou de sua esposa para namorar uma jovem (Alicia Webb tinha 19 anos e Ken Shamrock tinha 35 anos quando eles começaram a namorar). Frye também brincou que o pai distante de Ken e o irmão Frank estariam apoiando Frye na luta. Desde então, Frye afirmou que só recorreu a palavrões pessoais para fazer Ken querer lutar com ele. Frye disse: "Eu vi Ken Shamrock gritar com Dan Severn no UFC 6 e pensei:" Esse é um cara que eu tenho que lutar. Qualquer um que pode gritar com Dan Severn assim tem que ser um homem e eu quero testar meu tamanho contra o tamanho dele. Eu tive a chance de falar besteira e eles me deram a luta; Eu cruzei a linha. Eu não era profissional sobre isso, mas Ken era e depois da luta, apertamos as mãos e seguimos caminhos separados."
A rivalidade terminou em 24 de fevereiro de 2002, no Pride 19, onde Shamrock lutou contra Frye no evento principal em uma luta que potencialmente teria implicações no título do Peso Pesado do Pride (o PRIDE considerou dar ao vencedor desta luta uma chance pelo título contra o campeão, Antônio Rodrigo Nogueira). Frye levou a melhor em uma série de batalhas de clinch, enquanto Shamrock caiu para uma chave de tornozelo e fez a transição para uma chave de joelho e uma chave de pé, torcendo gravemente a perna de Frye; no entanto, apesar do dano, Frye se recusou a bater e conseguiu derrubar Shamrock em uma troca de socos subsequente. A luta foi para o chão, onde Shamrock tentou outra chave de tornozelo, apenas para Frye tentar contra-atacar com uma das suas e finalmente se recusar a bater até que o tempo acabasse. Frye venceu a luta por decisão dividida e os dois se abraçaram após o fim da luta, pondo fim à rivalidade.

#### Lute contra Kazushi Sakuraba
Em outubro de 2005, Shamrock perdeu para Kazushi Sakuraba no Pride: Fully Loaded por nocaute técnico. Aos três minutos de luta, Sakuraba acertou a guarda de Shamrock com a mão esquerda. Shamrock cambaleou para trás e finalmente caiu nas cordas, com a cabeça pendurada para fora do ringue e de costas para Sakuraba. Sakuraba correu para acompanhar mas a luta foi interrompida pelo árbitro Yuji Shimada. Shamrock se levantou após o nocaute e protestou vigorosamente. As opiniões foram confusas sobre a legitimidade do KO, embora o irmão adotivo e rival de Ken, Frank, tenha declarado acreditar que a paralisação foi justa.

### Retorno ao UFC (2002–2006)

#### Rivalidade com Tito Ortiz
Uma rivalidade entre Shamrock e Tito Ortiz começou a crescer no UFC 18 em 8 de janeiro de 1999. Depois de derrotar o melhor lutador do UFC, Jerry Bohlander, Ortiz imitou um tiro em Shamrock e vestiu uma camisa no octógono que dizia "Acabei de foder sua bunda".
Em 5 de março de 1999, no UFC 19, após Ortiz vencer em sua revanche contra Guy Mezger, ele imediatamente vestiu uma camisa que dizia "Gay Mezger é minha cadela". Depois que Shamrock viu a camisa, ele gritou para o octógono "Ei Tito, não me deixe ver você vestindo essa camisa!". Shamrock saltou para o topo do octógono, gritando com Ortiz e acenando com o dedo com raiva no rosto dele. O árbitro John McCarthy pegou Ortiz e o carregou pelo octógono para evitar que a situação piorasse ainda mais. A situação se agravou a tal ponto que a polícia e a segurança tiveram que ser chamadas para monitorar a situação.
Em 22 de novembro de 2002, no UFC 40, quase quatro anos após o confronto no UFC 19, Shamrock voltou ao UFC para lutar contra Ortiz em uma luta pelo título do Cinturão Meio-Pesado do UFC. A aparente vantagem de tamanho de Shamrock não influenciou na luta, no entanto; Shamrock teve dificuldade em cortar peso pela primeira vez e cortou muito peso, pesando 91,1 kg, 1,8 kg abaixo do limite de 92,9 kg. Ortiz esclareceu seus sentimentos antes da luta em seu livro This is Gonna Hurt: The Life of a Mixed Martial Arts Champion: "Ken Shamrock é um lutador muito bom. Não fiquei intimidado por ele, mas acho que posso dizer que fiquei com um pouco de medo."
A luta atraiu a atenção da mídia como ESPN e USA Today. O presidente do UFC, Dana White, deu crédito a Shamrock pelo sucesso do evento. White disse: "A razão pela qual nos saímos tão bem no UFC 40 foi por causa de Ken Shamrock e o fato de que todos sabiam quem ele era." Shamrock brevemente dobrou Ortiz de joelhos com um soco, no entanto Ortiz iria controlar a maior parte da luta com seu wrestling e ground and pound, fazendo com que o corner de Shamrock jogasse a toalha antes do quarto round.
Após o fim da luta, Shamrock revelou que lutou contra Ortiz com o Ligamento cruzado anterior rompido. Ele também pensou seriamente em se aposentar do MMA, citando o fato de nunca ter perdido duas lutas consecutivas em sua carreira antes e ter um acúmulo de lesões. Em 2003, Shamrock fez uma cirurgia para reparar seu LCA. Shamrock disse que desde a lesão no joelho, ele teve dificuldade em chutar e derrubar pessoas, o que resultou em numa mudança de seu estilo principal de lutador.

#### Hall da Fama do UFC
Em 21 de novembro de 2003, no UFC 45, Royce Gracie e Shamrock se tornaram os primeiros indicados ao Hall da Fama do UFC. O presidente do UFC, Dana White, disse: "Sentimos que não há dois indivíduos mais merecedores do que Royce e Ken para serem os membros fundadores. Suas contribuições para o nosso esporte, dentro e fora do octógono, nunca serão igualadas."
No UFC 48 em 19 de junho de 2004, Shamrock de 40 anos voltou a lutar contra Kimo Leopoldo em uma revanche da luta do UFC 8, que Shamrock venceu. A revanche viu Shamrock vencer mais uma vez, desta vez por nocaute. Shamrock machucou o ombro durante a luta contra Kimo. Ele originalmente pensou que era apenas "desgaste", mas uma ressonância magnética revelou um rompimento do manguito rotador. Shamrock então teve que fazer uma cirurgia para repará-lo.
Em 9 de abril de 2005, no final do The Ultimate Fighter, Shamrock enfrentou Rich Franklin. Shamrock aplicou um gancho de calcanhar no início da luta que colocou Franklin de muletas por uma semana, mas Franklin escapou e derrotou Shamrock por nocaute técnico.

### The Ultimate Fighter: Temporada 3
Em 19 de novembro de 2005, no UFC 56, Dana White, o presidente do UFC, anunciou que Shamrock seria um dos treinadores (junto com Tito Ortiz) na terceira temporada do The Ultimate Fighter.
Na minha opinião, Ken Shamrock é o maior lutador do UFC de todos os tempos. E o mais assustador disso é que ele é um treinador ainda melhor.

— Mikey Burnett em uma entrevista pós-luta no UFC 18 em 8 de janeiro de 1999
Shamrock foi mal retratado no programa, brigando com seus lutadores e muitas vezes parecendo desinteressado. Ele admitiu ter feito um péssimo trabalho com seus lutadores: "Eu falhei miseravelmente com eles, completamente. Então eu tenho que descobrir uma maneira de colocar isso", disse Shamrock durante o programa. Shamrock respondeu aos seus críticos em uma entrevista: "Treinei três lutadores que foram os três primeiros Campeões do Peso Médio: Jerry Bohlander, Guy Mezger e Frank Shamrock. E treinei dezenas de caras para serem campeões em outras organizações. Em Pancrase, eu tinha oito lutadores entre os dez primeiros em um ponto. Eu era o campeão e Masakatsu Funaki era o contendor número um. O resto eram todos lutadores do Lion's Den. Minha reputação não precisa ser falada ou defendida. O UFC e a Spike TV fizeram o que acharam que precisavam fazer para obter audiência, mas no final, meus fãs, minha família e meu Deus sabem exatamente quem eu sou”.
No dia 8 de julho de 2006, no UFC 61, aconteceu a revanche entre Shamrock e Ortiz. Shamrock perdeu a revanche contra Ortiz em 1:18 do primeiro round por nocaute técnico. Durante a luta, o árbitro Herb Dean considerou que Shamrock não era mais capaz de se defender de forma inteligente e interrompeu a luta. Shamrock e a torcida ficaram furiosos com a paralisação precoce e Dana White imediatamente armou uma revanche na televisão.
Em Ortiz vs. Shamrock 3: The Final Chapter em 10 de outubro de 2006, Shamrock foi derrotado novamente por Ortiz por nocaute depois que o árbitro John McCarthy parou a luta após vários golpes de punho indefesos. Imediatamente após a luta, Ortiz inicialmente comemorou sua vitória com uma rotina zombeteira de "coveiro" e uma camiseta que dizia "Levando-o para a aposentadoria" após apontar o dedo para ele. No entanto, Shamrock se aproximou de Ortiz e, após os dois conversarem por alguns segundos, Shamrock disse que eles poderiam deixar toda a animosidade de lado, pois sempre eram "apenas negócios", apertando as mãos e enterrando a rivalidade. O presidente do UFC, Dana White, disse um dia após a luta de Shamrock com Ortiz: "A noite passada foi um ponto de virada para o UFC. Isso impulsionará ainda mais a evolução das artes marciais mistas em um esporte convencional."
Havia rumores de que Shamrock lutaria contra o inglês Steve McDonald no UFC 75, mas ele acabou sendo dispensado de seu contrato com o UFC em junho de 2007. Shamrock afirmou que o UFC o dispensou apenas por causa de sua decisão de treinar na International Fight League. Shamrock então se envolveu em uma rivalidade com Dana White na mídia e acabou processando o UFC por quebra de contrato, citando que ele tinha uma luta restante em seu acordo que o UFC tinha que honrar. Shamrock acabou perdendo o processo contra o UFC e foi condenado pelo tribunal a pagar os honorários advocatícios de Zuffa, totalizando US$ 175.000.

### Carreira pós-UFC (2007–2019)

#### Várias organizações
No início de 2007, Shamrock se tornou o técnico do Nevada Lions da International Fight League (IFL). Roy Nelson, um dos lutadores de Shamrock, era o atual campeão dos pesos pesados da IFL quando a liga foi comprada e dissolvida.
Em 8 de março no Cage Rage 25, Shamrock lutou contra Robert Berry, mas perdeu no primeiro round por nocaute técnico devido a socos. Foi anunciado em 25 de agosto que o próximo oponente de Shamrock seria Kimbo Slice no Elite XC Saturday Night Fight Special em 4 de outubro de 2008. No entanto, Shamrock se machucou antes da luta e não pôde competir por pelo menos 45 dias.
A Ken Shamrock Productions co-promoveu um evento com a War Gods em 13 de fevereiro de 2009, no qual Ken lutou no evento principal contra Ross Clifton. Shamrock derrubou Clifton com a mão direita e finalizou com uma chave de braço no primeiro round. Shamrock foi escalado para lutar contra Bobby Lashley, mas testou positivo para esteróides após a luta de Clifton e foi suspenso por um ano. O advogado e ex-empresário de Shamrock, Rod Donohoo, disse que Shamrock negou veementemente as acusações.
Em 18 de julho de 2010, Shamrock enfrentou Pedro Rizzo em um evento chamado Impact Fighting Championships em Sydney, Austrália. Shamrock perdeu por nocaute técnico devido a chutes nas pernas. Sua próxima luta foi contra Johnathan Ivey pelo USA MMA em 16 de outubro de 2010. Shamrock ganhou por decisão unânime. Em 25 de novembro de 2010, ele lutou contra Mike Bourke em Durban, África do Sul pelo King of the Cage. Shamrock derrubou Bourke com um soco, mas se machucou logo depois durante uma corrida e posteriormente perdeu a luta por nocaute técnico no primeiro round.
Shamrock estava escalado para enfrentar Antony Rea no WEF 46 em 22 de abril de 2011. Ken desistiu da luta com Rea devido a uma infecção por estafilococos. Shamrock também planejava retornar ao MMA para enfrentar Ian Freeman pelo 'The Legends World Title' em 27 de julho no Keepmoat Stadium em Doncaster, Inglaterra. A luta com Freeman foi cancelada devido a questões contratuais por parte de Shamrock.
Em 8 de janeiro de 2015, Shamrock anunciou que lutaria contra James Quinn no Reino Unido em uma luta de Boxe Bare Knuckle. A luta foi marcada para abril de 2015, mas nunca aconteceu.

#### Bellator MMA
Em 27 de fevereiro de 2015, durante o Bellator 134, foi anunciado que Ken voltaria para lutar contra Kimbo Slice no Bellator 138 em 19 de junho de 2015. Durante a luta, Shamrock conseguiu derrubar Slice duas vezes e na segunda vez estabelecer um mata-leão estrangular. Slice recusou-se a bater, no entanto, e eventualmente se livrou da finalização e foi capaz de pegar Shamrock com um de seus poderosos ganchos de direita, resultando em uma derrota por nocaute técnico para Shamrock aos 2:22 do primeiro round.
No Bellator 145, foi anunciado que Shamrock enfrentaria o rival Royce Gracie em uma luta da trilogia no Bellator 149 em 19 de fevereiro de 2016, quase 21 anos após sua luta mais recente. Gracie venceu a luta por nocaute técnico no primeiro round. Houve controvérsia pois os replays mostraram Gracie dando uma joelhada na virilha de Shamrock antes de derrubá-lo. Em 11 de março de 2016, foi revelado pela comissão de esportes de combate do Texas que Shamrock havia falhado em seu teste de drogas antes da luta. Sua licença para lutar foi revogada.

#### Aposentadoria
Em julho de 2019, por meio de sua página no Facebook, Shamrock anunciou que "não tem planos de lutar novamente".

### Críticas pelo prolongamento da carreira
Shamrock foi criticado por alguns na mídia por lutar muito além de seu auge. Jeremy Botter, do Heavy.com, escreveu: "Ken Shamrock costumava ser o homem mais malvado do planeta. Nos primeiros dias das artes marciais mistas, era difícil encontrar alguém que inspirasse mais medo do que Shamrock. Seu corpo musculoso e definido e sua intensidade era inigualável no esporte na época. Mas esses primeiros anos foram há muito tempo e Shamrock não é mais um casca do homem que ele já foi."
Após o Impact FC 2, Dave Meltzer escreveu: "O pay-per-view do Impact Fighting Championship de Sydney foi um triste lembrete do que o futuro pode reservar para muitas das principais estrelas de hoje. Ken Shamrock, Carlos Newton, Murilo Bustamante, Pedro Rizzo e Josh Barnett foram, em vários momentos, campeões do UFC ou preparados para serem grandes estrelas, mas lá estavam eles, do outro lado do mundo, lutando diante de uma pequena multidão silenciosa em uma atmosfera que dificilmente parecia fazer parte de um esporte em alto nível."
Dana White disse em 2008: "Ken Shamrock estava em desacordo conosco por causa de seu contrato. Pensávamos que ele se aposentou, ele estava alegando que não e ainda teve uma luta. E minha atitude foi: prefiro pagar Ken Shamrock para não lutar. Eu preferiria pagá-lo para não lutar e apenas dizer: "fique em casa, Ken". Ele já passou do seu auge, chega a um ponto em que é perigoso para aquele cara ainda estar lutando."
O locutor da WWE, Jim Ross, disse antes da luta agendada de Shamrock com Bobby Lashley no início de 2009: "Houve um tempo em que pude ver o veterano Shamrock, de 45 anos, um ex-astro da WWE, ensinando o novato no MMA, Lashley, mas esse navio já partiu há muito tempo. Tenho grande respeito por Ken, mas ele passou das boas-vindas no octógono, gaiola, o que quer que seja e precisa ensinar e treinar e parar de lutar. Kenny está lutando por mais um dia de pagamento, enquanto Lashley está lutando para ajudar a estabelecer o que ele espera que seja uma carreira lucrativa e de longo prazo no MMA."

### Estilo de luta
O estilo de luta de Shamrock variou ao longo de sua carreira. Durante o seu auge, ele era conhecido como um grappler explosivo com velocidade, força, agilidade e força física. O lutador Mike Ciesnolevicz chamou Shamrock de "forte de outro mundo" e acrescentou: "Fiquei pasmo com sua força, foi definitivamente algo que não esquecerei." Bob Shamrock, que dirigia um lar para meninos problemáticos e acabou adotando Ken como filho, disse: "Tive mais de 900 rapazes morando comigo nos últimos 30 anos e nunca vi ninguém com a habilidade atlética de Ken." Shamrock aprendeu a arte do shoot wrestling principalmente com Masakatsu Funaki no Japão e usou esse estilo durante suas lutas na década de 1990.
Em 2000, após a ausência de três anos de Shamrock no MMA enquanto participava de luta livre profissional no WWF, Shamrock voltou ao MMA apresentando um estilo de luta muito diferente. Ele sofreu uma grande quantidade de lesões durante sua carreira no WWF, incluindo uma grave lesão no pescoço e várias lesões no joelho. Shamrock afirmou que suas lesões no joelho lhe causaram dificuldade em chutar e derrubar as pessoas, o que o levou a mudar seu estilo para a trocação e abandonar seu pedigree de grappling.

## Promoção de carreira

### Valor Bare Knuckle (2019–Presente)
Em julho de 2019, Shamrock anunciou que iniciaria sua própria organização de boxe sem luvas chamada Valor. O evento inaugural sem luvas foi realizado em New Town, Dakota do Norte, em 21 de setembro de 2019, apresentando vários veteranos do UFC.

## Vida pessoal
Shamrock e seu irmão adotivo Frank Shamrock tiveram um relacionamento distante. Ken afirmou que Frank maltratou seu pai adotivo, Bob, enquanto Frank afirma que o motivo da briga com Ken é devido a sua sensação de que Ken estava tentando impedir que a carreira de Frank progredisse. Frank afirma que ele e Ken nunca foram próximos e que suas tentativas de consertar o relacionamento foram rejeitadas por Ken. No entanto, conforme observado no documentário de 2013 da Spike TV de Frank, "Bound by Blood", Ken e Frank se reconciliaram. Em 14 de janeiro de 2010, o pai adotivo de Frank e Ken Shamrock, Bob Shamrock, morreu devido a complicações de saúde causadas pelo diabetes.
Shamrock foi casado duas vezes. Seu primeiro casamento com Tina Ramirez terminou em divórcio no início de 2004. Juntos, eles têm quatro filhos: Ryan Robert (nascido em 24 de novembro de 1988), Connor Kenneth (nascido em 26 de setembro de 1991), Sean Garret (nascido em 15 de junho de 1993) e uma filha, Fallon Marie (nascida em 12 de julho de 1996). Em 2005, Shamrock se casou com uma mulher chamada Tonya, que ele conhecia desde a infância. Ele agora é o padrasto de seus três filhos. No total, Shamrock tem sete filhos e dez netos.
Em agosto de 2012, Shamrock foi investigado por supostamente agredir uma mulher em um shopping em Modesto, Califórnia. Segundo um relatório, Shamrock interveio quando viu duas pessoas envolvidas em uma briga e, quando foi separá-la, uma mulher pulou nas costas de Shamrock e tentou sufocá-lo. Shamrock então começou a jogá-la e seguiu com golpes que a deixaram inconsciente. De acordo com Shamrock, ele a confundiu com um homem e afirma que, se percebesse que ela era uma mulher, não teria seguido com golpes. Nenhuma acusação foi feita porque a polícia de Modesto determinou que Shamrock agiu em legítima defesa.

## Outras mídias
Shamrock foi mais tarde a estrela de um filme de artes marciais de baixo orçamento em 1997 chamado Champions ao lado de Danny Trejo.
Shamrock lançou seu livro, Inside The Lion's Den, em 15 de março de 1998.
Shamrock também apareceu no episódio 15 da primeira temporada de That '70s Show como um lutador profissional, ao lado do lutador da WWE, Dwayne "The Rock" Johnson.
Como parte do UFC, ele apareceu como um lutador de no filme Virtuosity de 1995, estrelado por Denzel Washington e Russell Crowe.

## Cartel no MMA
| Cartel no MMA   |             |             |
| 47 lutas        | 28 vitórias | 17 derrotas |
| Por nocaute     | 3           | 11          |
| Por finalização | 22          | 4           |
| Por decisão     | 3           | 2           |
| Empates         | 2           | 2           |
| No contest      | 0           | 0           |

| Res.    | Cartel  | Oponente               | Método                                    | Evento                                                     | Data       | Round | Tempo | Local               | Notas                                                                  |
| ------- | ------- | ---------------------- | ----------------------------------------- | ---------------------------------------------------------- | ---------- | ----- | ----- | ------------------- | ---------------------------------------------------------------------- |
| Derrota | 28-17-2 | Royce Gracie           | Nocaute Técnico (joelhada e socos)        | Bellator 149                                               | 19/02/2016 | 1     | 2:22  | Houston, Texas      | Luta válida sem categoria de peso                                      |
| Derrota | 28-16-2 | Kimbo Slice            | Nocaute Técnico (socos)                   | Bellator 138                                               | 19/06/2015 | 1     | 2:22  | St. Louis, Missouri | Estréia no Bellator.                                                   |
| Derrota | 28–15–2 | Mike Bourke            | Nocaute Técnico (lesão na perna)          | King of the Cage: Platinum                                 | 25/11/2010 | 1     | 2:00  | Durban              |                                                                        |
| Vitória | 28–14–2 | Johnathan Ivey         | Decisão (unânime)                         | USA MMA: Return of the Champions                           | 16/10/2010 | 3     | 5:00  | Lafayette           |                                                                        |
| Derrota | 27–14–2 | Pedro Rizzo            | Nocaute Técnico (chutes na perna e socos) | Impact FC 2                                                | 18/07/2010 | 1     | 3:33  | Sydney              |                                                                        |
| Vitória | 27–13–2 | Ross Clifton           | Finalização (chave de braço)              | WarGods: Valentine's Eve Massacre                          | 13/02/2009 | 1     | 1:00  | Fresno              | Testou positivo para esteroides após a luta.                           |
| Derrota | 26–13–2 | Robert Berry           | Nocaute (socos)                           | Cage Rage 25                                               | 08/03/2008 | 1     | 3:26  | Londres, Inglaterra |                                                                        |
| Derrota | 26–12–2 | Tito Ortiz             | Nocaute Técnico (socos)                   | Ortiz vs. Shamrock 3: The Final Chapter                    | 10/10/2006 | 1     | 2:23  | Hollywood (Flórida) |                                                                        |
| Derrota | 26–11–2 | Tito Ortiz             | Nocaute Técnico (cotoveladas)             | UFC 61: Bitter Rivals                                      | 08/07/2006 | 1     | 1:18  | Las Vegas           |                                                                        |
| Derrota | 26–10–2 | Kazushi Sakuraba       | Nocaute Técnico (socos)                   | Pride 30: Fully Loaded                                     | 23/10/2005 | 1     | 2:27  | Saitama             |                                                                        |
| Loss    | 26–9–2  | Rich Franklin          | Nocaute Técnico (socos)                   | The Ultimate Fighter: Team Couture vs. Team Liddell Finale | 09/04/2005 | 1     | 2:42  | Las Vegas           |                                                                        |
| Vitória | 26–8–2  | Kimo Leopoldo          | Nocaute (joelhada)                        | UFC 48                                                     | 19/06/2004 | 1     | 1:26  | Las Vegas           |                                                                        |
| Derrota | 25–8–2  | Tito Ortiz             | Nocaute Técnico (interrupção do córner)   | UFC 40: Vendetta                                           | 22/11/2002 | 3     | 5:00  | Las Vegas           | Pelo Cinturão Meio Pesado do UFC                                       |
| Derrota | 25–7–2  | Don Frye               | Decisão (divida)                          | Pride 19                                                   | 24/02/2002 | 3     | 5:00  | Saitama             |                                                                        |
| Vitória | 25–6–2  | Sam Adkins             | Finalização (kimura)                      | WMMAA 1 - Megafights                                       | 10/08/2001 | 1     | 1:26  | Atlantic City       | Ganhou o título WMMAA Heavyweight.                                     |
| Derrota | 24–6–2  | Kazuyuki Fujita        | Nocaute Técnico (interrupção do córner)   | Pride 10                                                   | 27/08/2000 | 1     | 6:46  | Saitama             |                                                                        |
| Vitória | 24–5–2  | Alexander Otsuka       | Nocaute (socos)                           | Pride Grand Prix 2000 Finals                               | 01/05/2000 | 1     | 9:43  | Tóquio              | Final do GP Superluta do Pride de 2000.                                |
| Vitória | 23–5–2  | Brian Johnston         | Finalização (estrangulamento)             | Ultimate Ultimate 1996                                     | 07/12/1996 | 1     | 5:48  | Birmingham          |                                                                        |
| Derrota | 22–5–2  | Dan Severn             | Decisão (dividida)                        | UFC 9                                                      | 17/05/1996 | 1     | 30:00 | Detroit             | Perdeu o Cinturão Superfight do UFC.                                   |
| Vitóira | 22–4–2  | Kimo Leopoldo          | Finalização (chave de joelho)             | UFC 8                                                      | 16/02/1996 | 1     | 4:24  | Bayamón             | Defendeu o Cinturão Superfight do UFC.                                 |
| Vitória | 21–4–2  | Kazuo Takahashi        | Decisão (pontos perdidos)                 | Pancrase - Truth 1                                         | 28/01/1996 | 1     | 20:00 | Yokohama            |                                                                        |
| Vitória | 20–4–2  | Katsuomi Inagaki       | Finalização (triângulo de braço)          | Pancrase - Eyes of Beast 7                                 | 14/12/1995 | 1     | 3:19  | Sapporo             |                                                                        |
| Empate  | 19–4–2  | Oleg Taktarov          | Empate (sem juízes)                       | UFC 7                                                      | 08/09/1995 | 1     | 33:00 | Buffalo             | Defendeu o Cinturão Superfight do UFC.                                 |
| Vitória | 19–4–1  | Larry Papadopoulos     | Finalização (chave de calcanhar)          | Pancrase - 1995 Neo-Blood Tournament Opening Round         | 22/07/1995 | 1     | 2:18  | Tóquio              |                                                                        |
| Vitória | 18–4–1  | Dan Severn             | Finalização (guilhotina)                  | UFC 6                                                      | 14/07/1995 | 1     | 2:14  | Casper              | Ganhou o Cinturão Superfight do UFC.                                   |
| Derrota | 17–4–1  | Minoru Suzuki          | Finalização (chave de joelho)             | Pancrase - Eyes of Beast 4                                 | 13/05/1995 | 1     | 2:14  | Urayasu             | Perdeu o Título Absoluto de Rei do Pancrase.                           |
| Empate  | 17–3–1  | Royce Gracie           | Empate (sem juízes)                       | UFC 5                                                      | 07/04/1995 | 1     | 36:00 | Charlotte           | Pelo Cinturão Superfight do UFC. Royce se recusou a lutar tempo extra. |
| Vitória | 17–3    | Bas Rutten             | Finalização (chave de joelho)             | Pancrase - Eyes of Beast 2                                 | 10/03/1995 | 1     | 1:01  | Yokohama            | Defendeu o Título de Campeão Absoluto do Rei do Pancrase.              |
| Vitória | 16–3    | Leon Dijk              | Finalização (chave de calcanhar)          | Pancrase - Eyes of Beast 1                                 | 26/01/1995 | 1     | 4:45  | Nagoya              |                                                                        |
| Vitória | 15–3    | Manabu Yamada          | Decisão (unânime)                         | Pancrase - King of Pancrase Tournament Second Round        | 17/12/1994 | 1     | 30:00 | Tóquio              | Ganhou o Título Absoluto Inaugural do Rei do Pancrase.                 |
| Vitória | 14–3    | Masakatsu Funaki       | Finalização (triângulo de braço)          | Pancrase - King of Pancrase Tournament Second Round        | 17/12/1994 | 1     | 5:50  | Tóquio              |                                                                        |
| Vitória | 13–3    | Maurice Smith          | Finalização (triângulo de braço)          | Pancrase: King of Pancrase Tournament Opening Round        | 16/12/1994 | 1     | 4:23  | Tóquio              |                                                                        |
| Vitória | 12–3    | Alex Cook              | Finalização (chave de calcanhar)          | Pancrase - King of Pancrase Tournament Opening Round       | 16/12/1994 | 1     | 1:31  | Tóquio              |                                                                        |
| Vitória | 11–3    | Takaku Fuke            | Finalização (mata-leão)                   | Pancrase - Road to the Championship 5                      | 15/10/1994 | 1     | 3:13  | Tóquio              |                                                                        |
| Vitória | 10–3    | Felix Mitchell         | Finalização (mata-leão)                   | UFC 3                                                      | 09/09/1994 | 1     | 4:34  | Charlotte           |                                                                        |
| Vitória | 9–3     | Christophe Leininger   | Finalização (socos)                       | UFC 3                                                      | 09/09/1994 | 1     | 4:49  | Charlotte           |                                                                        |
| Derrota | 8–3     | Masakatsu Funaki       | Finalização (mata-leão)                   | Pancrase - Road to the Championship 4                      | 01/09/1994 | 1     | 2:30  | Osaka               |                                                                        |
| Vitória | 8–2     | Bas Rutten             | Finalização (mata-leão)                   | Pancrase - Road to the Championship 3                      | 26/07/1994 | 1     | 16:42 | Tóquio              |                                                                        |
| Vitória | 7–2     | Matt Hume              | Finalização (kimura)                      | Pancrase - Road to the Championship 2                      | 06/07/1994 | 1     | 5:50  | Amagasaki           |                                                                        |
| Vitória | 6–2     | Ryushi Yanagisawa      | Finalização (chave de calcanhar)          | Pancrase - Pancrash! 3                                     | 21/04/1994 | 1     | 7:30  | Osaka               |                                                                        |
| Derrota | 5–2     | Minoru Suzuki          | Finalização (chave de calcanhar e joelho) | Pancrase - Pancrash! 1                                     | 19/01/1994 | 1     | 7:37  | Yokohama            |                                                                        |
| Vitória | 5–1     | Andre Van Den Oetelaar | Finalização (chave de calcanhar)          | Pancrase - Yes, We Are Hybrid Wrestlers 4                  | 08/12/1993 | 1     | 1:04  | Hakata              |                                                                        |
| Derrota | 4–1     | Royce Gracie           | Finalização (mata-leão)                   | UFC 1                                                      | 12/11/1993 | 1     | 0:57  | Denver              |                                                                        |
| Vitória | 4–0     | Patrick Smith          | Finalização (chave de calcanhar)          | UFC 1                                                      | 12/11/1993 | 1     | 1:49  | Denver              |                                                                        |
| Vitória | 3–0     | Takaku Fuke            | Finalização (mata-leão)                   | Pancrase - Yes, We Are Hybrid Wrestlers 3                  | 08/11/1993 | 1     | 0:44  | Kobe                |                                                                        |
| Vitória | 2–0     | Kazuo Takahashi        | Finalização (chave de calcanhar)          | Pancrase - Yes, We Are Hybrid Wrestlers 2                  | 14/10/1993 | 1     | 12:23 | Nagoya              |                                                                        |
| Vitória | 1–0     | Masakatsu Funaki       | Finalização (chave de braço)              | Pancrase - Yes, We Are Hybrid Wrestlers 1                  | 21/09/1993 | 1     | 6:15  | Urayasu             |                                                                        |